# Cives Mundi
Cives Mundi est une organisation non gouvernementale de développement (ONGD), créée en 1987 à Soria, en Espagne. Cives Mundi mène aujourd’hui ses projets de coopération en Amérique latine, dans l’espace Caraïbe, au Maghreb, en Afrique subsaharienne et en Asie.

## Historique
Cives Mundi a été fondée le 11 novembre 1987 en tant qu’association culturelle ayant pour vocation l’échange avec les pays d’Europe de l’Est. Dix ans plus tard, elle s’est définitivement lancée dans la coopération.
En 1998, le premier projet significatif de l’ONG est mis en place: il s’agit d’un plan de développement intégral pour la région péruvienne de Cochabamba, une des plus pauvres du pays andin. Cochabamba faisait face à un problème criant de malnutrition et d’analphabétisme infantile.
En 2005, l’ONG commence à travailler en République dominicaine, en Tunisie, en Algérie, au Maroc, en Mauritanie, au Kenya, en Tanzanie, aux Philippines, au Cambodge et au Bangladesh.

## Zones d’intervention

### Maghreb
Depuis 2005, Cives Mundi collabore avec le Maroc, la Tunisie, l’Algérie et la Mauritanie dans le cadre du Réseau Associatif de Développement Durable des Oasis (RADDO) pour la protection de plusieurs oasis et la lutte contre la désertification. D’une part, l’objectif général est de lutter contre les conséquences de la dégradation environnementale des zones rurales où se concentrent les poches de pauvreté, en particulier par la promotion de techniques agricoles durables, une meilleure gestion des ressources hydriques et l’utilisation d’énergies renouvelables et d’autre part, d’encourager la sensibilisation, la formation, et l’égalité des sexes afin de consolider, et dans certains cas de créer, la société civile.

### Liban
Au Liban, Cives Mundi travaille dans le camp de réfugiés palestiniens de Ain al-Hilweh, situé au sud de Beyrouth, près de Sidon. Le projet mis en place permet aux jeunes et aux adolescents de suivre une formation professionnelle.

### Afrique subsaharienne
Au Kenya et en Tanzanie, Cives Mundi a développé le projet de prévention et de lutte contre le sida Life&Living dont plus de 900 000 personnes ont bénéficié.
En Tanzanie, l’ONG a lancé un projet visant à construire le centre de recherche scientifique Emiliano Aguirre, sur le site archéologique d’Olduvai qu’on appelle le berceau de l’humanité. Le centre scientifique sera utilisé par les archéologues périodiquement et pendant le reste de l’année, il sera intégré à la promotion du tourisme culturel de la région, la célèbre Aire de conservation du Ngorongoro.

### Caraïbe
En République dominicaine et en Haïti, la prévention du sida a constitué l’un des principaux axes de travail. De plus, un projet d’optimisation de la récolte du café a été mis en œuvre à Loma de Panza, en République dominicaine. 
Après le séisme de 2010 à Haïti, Cives Mundi a mis en place deux projets d’aide à la reconstruction du pays, relançant l’économie locale grâce à l’artisanat dans la commune de Jacmel.

### Amérique latine
Outre ses projets au Pérou, Cives Mundi gère des projets de coopération centrés sur plusieurs peuples indigènes dans d’autres pays. Ainsi, en Argentine et au Paraguay, les indiens guaranis en bénéficient. En Colombie, ce sont les indiens wiwa et en Équateur, les Quechuas.
L’ONG est également à l’origine du jumelage entre l’île de Santa Cruz des îles Galápagos en Équateur et la commune de la province de Soria, Berlanga de Duero, où est né Fray Tómas de Berlanga, explorateur de l’archipel.

### Asie
En Asie, Cives Mundi est présente au Cambodge et au Bangladesh. Au Cambodge, l’ONG collabore avec les communautés forestières du nord-est du pays. Au Bangladesh, elle gère un projet visant à améliorer la qualité de vie des handicapés physiques.

## Autres activités

### Sensibilisation

#### Festivals de cinéma
Cives Mundi a organisé deux festivals de cinéma pour sensibiliser le public à différentes questions. Le festival Sinima (cinéma, en arabe) portait sur la situation au Proche-Orient et au Maghreb. Le festival Tribal abordait les problèmes auxquels sont confrontés les peuples de plusieurs continents, du point de vue de plusieurs réalisateurs, en présentant une grande variété d’ethnies du cône sud-américain, des Indiens des États-Unis mais aussi le peuple sami, originaire d’Europe du Nord, ou les aborigènes d’Australie.

#### Journées, Séminaires, Congrès et Tables rondes
En 2006, Cives Mundi a organisé un séminaire intitulé Ce que la Société Civile et l’ONG doivent savoir et peuvent faire qui a donné lieu à l’analyse de l’influence des ONG sur la responsabilité sociale des entreprises.  L’ONG elle-même participe à de nombreuses tables rondes dans les universités afin de sensibiliser les élèves à la réalité des inégalités et de la pauvreté dans le monde.

#### Expositions
Fin 2008, Cives Mundi a inauguré une exposition itinérante avec la Association pour la médecine et la recherche en Afrique (AMREF) sur le projet Life&Living. L’exposition présentait sous forme d’images et de documents les actions de prévention de la transmission du sida mises en œuvre au Kenya et en Tanzanie, deux des pays présentant les taux de prévalence du VIH les plus élevés au monde et atteignant un niveau d’extrême pauvreté.

### Culture
En 2007, l’ONG a été responsable de la programmation et de la coordination de tous les événements relatifs au Centenaire de l’arrivée d’Antonio Machado à Soria. L’association a ainsi organisé plusieurs festivals audiovisuels culturels, comme celui de 2010 qui rendait hommage à Lorenzo Soler. Des films tournés dans la province de Soria ont été projetés. Parmi eux, figuraient Apuntes para una odisea soriana interpretada por negros, El viaje inverso ou encore Historias de España. 
Cives Mundi a également apporté sa propre contribution culturelle en publiant en 2002 le livre écrit par le journaliste José Luis Bravo, Crónica de Cochabamba, un témoignage sur la vie des habitants de Cochabamba centré sur le travail effectué par l’ONG dans la région péruvienne

### Commerce équitable
Sechura est le nom donné à l’initiative de l’ONG visant à favoriser le commerce équitable. Lancée en 2006, cette activité s’effectue par la vente de pièces de céramique d’origine péruvienne que l’on appelle chulucanas. Il s’agit d’un type de céramique ornementale aux motifs géométriques blanc et noir que l’ethnie Vicús fabriquait dans le désert de Sechura, au nord du Pérou.